# 第八代蒙特羅斯公爵詹姆斯·葛拉漢
第八代蒙特羅斯公爵詹姆斯·葛拉漢 OStJ（1935年4月6日—）是一名蘇格蘭貴族和保守黨籍上議院俗職議員。他自1954年起使用金卡丁伯爵作為禮節性頭銜，於1954年至1992年則為葛拉漢侯爵，其後於1992年正式承襲父親的蒙特羅斯公爵爵位。

## 生平

蒙特羅斯公爵紋章

詹姆斯·葛拉漢在1935年4月6日出生於非洲南羅德西亞，當時其父葛拉漢侯爵正在該地建設農場。詹姆斯先後分別就讀於蘇格蘭亞伯丁郡的一所寄宿學校和鄰近愛丁堡的洛雷托學校。1978年，時為葛拉漢侯爵的詹姆斯獲授予聖約翰官佐勳銜（OStJ）。他其後於1986年在皇家弓箭手連擔任准將。
蒙特羅斯公爵是保守黨黨員，他在1992年父親逝世並繼承爵位後，得以世襲貴族身份列席英國上議院。自《1999年上議院法令》通過後，世襲貴族的當然席次被廢除，改為世襲貴族選舉產生；詹姆斯則在法律生效後的第一次選舉中參選並獲勝，是至今被重新選入上議院的四位公爵之一（共有二十四位公爵符合選舉資格）。

## 婚姻與子嗣
1970年1月31日，詹姆斯與女王直屬金馬倫高地步兵軍團上尉諾曼·安德魯·湯普森·楊之女凱瑟琳·麥克唐納·楊結婚，婚後育有二子一女：
- 赫敏·伊莉莎白·葛拉漢女勳爵（1971年7月20日—）：任職心理學家及普雷沙爾信託基金會主席；與克里斯多福·約翰·桑希爾結婚並育有子嗣。
- 蒙特羅斯侯爵詹姆斯·亞歷山大·諾曼·葛拉漢（英语：James Graham, Marquess of Graham）（1973年8月16日—）：目前在政府任職；與塞西莉亞·曼弗雷迪結婚，至今無嗣。
- 羅納德·約翰·克里斯多福·葛拉漢勳爵（1975年10月13日—）：任職律師，與佛羅倫斯·瑪麗·阿巴諾特，並育有兩個兒子。

## 外部連結
- Hansard 1803–2005: 蒙特羅斯公爵在國會中的貢獻

| 蘇格蘭貴族爵位                      | 蘇格蘭貴族爵位                                  | 蘇格蘭貴族爵位                                     |
| ----------------------------------- | ----------------------------------------------- | -------------------------------------------------- |
| 前任者： 安格斯·葛拉漢              | 蒙特羅斯公爵 1992— 英國上議院議員 （1992—1999） | 現任 法定繼承人：蒙特羅斯侯爵詹姆斯·葛拉漢（長子） |
| 大不列颠及北爱尔兰联合王国国会      |                                                 |                                                    |
| 新頭銜 根據《1999年上議院法令》創立 | 英國上議院議員（世襲貴族選舉選出） 1999—        | 現任                                               |
| 聯合王國排位名單                    |                                                 |                                                    |
| 前任者： 阿索爾公爵                 | 男士 蒙特羅斯公爵                               | 下一順位： 羅克斯堡公爵                            |